# Citera
Een citera is een Hongaarse plankciter met 6 melodie- en 10 resonantiesnaren. De citera wordt veelal bespeeld in een citerorkest met begeleiding van een foekepot. Het instrument werd veel gebruikt rond 1900 op het platteland van Hongarije en is eenvoudig te fabriceren en te bespelen.